# Trichocerina abarista
Trichocerina abarista är en tvåvingeart som beskrevs av Borgmeier och Prado 1975. Trichocerina abarista ingår i släktet Trichocerina och familjen puckelflugor. Inga underarter finns listade i Catalogue of Life.